# Keith Waleskowski
Keith Christopher Waleskowski (* 26. August 1980 in Cape Girardeau, Missouri) ist ein ehemaliger Basketballspieler. Nach dem Studium in seinem Heimatland Vereinigte Staaten begann Waleskowski eine Karriere als Profi in Europa. Um nicht unter restriktivere Ausländerbeschränkungen in Europa zu fallen, nahm Waleskowski wie sein Bruder Adam die deutsche Staatsbürgerschaft an. Diese Möglichkeit hatte er, da seine Großeltern aus Deutschland stammten und mit seinem in Deutschland geborenen Vater in die Vereinigten Staaten ausgewandert waren. Nachdem Waleskowski zunächst fünf Jahre in der spanischen Liga Española de Baloncesto gespielt hatte, spielt er drei Jahre in der zweiten italienischen Liga LegADue. Er spielte zuletzt in der Saison 2012/13 für die Eisbären Bremerhaven in der höchsten deutschen Spielklasse Basketball-Bundesliga, bevor er seine Basketballkarriere beendete.

## Karriere
Waleskowski ging in Dayton (Ohio) auf die „Archbishop Alter High School“ zur Schule und begann 1999 ein Studium an der University of Dayton in derselben Stadt, wo er für die Hochschulmannschaft Flyers in der Atlantic 10 Conference der National Collegiate Athletic Association (NCAA) spielte, aber das erste Jahr redshirted von Meisterschaftsspielen aussetzte. Nachdem man 2001 und 2002 jeweils am National Invitation Tournament teilgenommen hatte, erreichte man 2003 nach der Meisterschaft in der Conference die Qualifikation für die landesweite NCAA-Endrunde, in der man überraschend bereits in der ersten Runde gegen die Golden Hurricane der University of Tulsa unterlag. Neben der Conference-Meisterschaft gewann man in diesem Jahr jedoch auch das „Maui Invitational Tournament“, bei dem Waleskowski als „MVP“ beim Turniersieger ausgezeichnet wurde. 2004 konnten die Flyers die Conference-Meisterschaft zwar nicht verteidigen und verloren das Meisterschaftsturnier-Finale gegen die Musketeers der Xavier University of Cincinnati, erreichten aber erneut die landesweite NCAA-Endrunde, in der man wiederum nach einer Erstrunden-Niederlage frühzeitig ausschied.
2004 begann Waleskowski eine Karriere als Profi in der zweiten spanischen Liga Española de Baloncesto für den Verein aus Gijón, der jedoch am Saisonende die Play-offs um den Aufstieg in die höchste Spielklasse verpasste. Diese erreichte Waleskowski in der folgenden Saison mit seinem neuen Verein aus Murcia. Der Verein kehrte als Finalist der Play-offs, in denen man am Ende Bruesa GBC unterlag, in die höchste Spielklasse zurück. Waleskowski kehrte jedoch für die Saison 2006/07 zu Gijón zurück, wo er diesmal im Durchschnitt ein Double-Double mit 14,5 Punkten und 10,7 Rebounds erreichte, was er zwei Jahre zuvor nur knapp verpasst hatte. Am Saisonende verlor Gijón jedoch als Drittletzter in der Abstiegsrunde gegen Gandía Basket in fünf Spielen und stieg in die dritte Spielklasse LEB Plata ab. Für die Saison 2007/08 wechselte Waleskowski zum Erstliga-Absteiger CB Lucentum aus Alicante, der als Tabellenzweiter im Halbfinale um den Aufstieg unterlag und die Erstliga-Rückkehr verpasste. Mit seinem neuen Verein aus Melilla im afrikanischen Teil Spaniens erreichte er in der Saison 2008/09 erneut das Endspiel der Aufstiegsrunde, das diesmal gegen seinen ehemaligen Verein aus Alicante verloren ging.
Für die Spielzeit 2009/10 wechselte Waleskowski in die zweite italienische Liga LegADue zum Verein aus Jesi. Während Waleskowski mit knapp 17 Punkten und 9,8 Rebounds pro Spiel ein Double-Double im Durchschnitt nur knapp verpasste, wurde die Mannschaft am Saisonende nur Vorletzter und konnte nur durch Lizenzentzüge anderer Mannschaften die Klasse halten. Für die Saison 2010/11 wechselte er zum Zweitliga-Aufsteiger Tezenis aus Verona, die als Teilnehmer an der EuroLeague 2000/01 und Korać-Cup-Sieger 1998 eine erfolgreiche Vergangenheit haben. Mit Verona wurde Waleskowski erneut nur Vorletzter und schaffte wie Jesi den Klassenerhalt durch Lizenzentzüge und Rückzüge anderer Vereine aus der zweithöchsten italienischen Spielklasse. In der folgenden Spielzeit 2011/12 blieb Waleskowski diesmal erstmals länger als eine Spielzeit bei einem Verein und konnte mit Verona den Klassenerhalt als Tabellenelfter früher sicherstellen, wobei man nur einen Sieg hinter einer Platzierung für die Play-offs um den Aufstieg blieb. Für die folgende Spielzeit 2012/13 entschloss sich Waleskowski dann wieder zu einem Vereinswechsel und wurde vom deutschen Erstligisten Eisbären aus Bremerhaven verpflichtet, so dass er in der Basketball-Bundesliga 2012/13 erstmals im Geburtsland seines Vaters professionell aktiv wurde. In 34 Bundesliga-Spielen für Bremerhaven erzielte er im Durchschnitt 6,7 Punkte und 3,9 Rebounds. Nach der Saison beendete er seine Basketballkarriere und kehrte in die USA zurück. Er wurde beruflich als Vermögensberater tätig.

## Privates
Keith Waleskowski ist Vater von drei Kindern, die in den USA leben.